# Baghar
Baghar (Bagkiar) és un braç occidental de l'Indus, al sud de Tatta al Sind, Pakistan.
Era un riu considerable i navegable que desaiguava al mar en quatre braços, Piti, Pitiani, Juna, i Rechhal. A causa d'un banc d'arena es va quasi assecar el 1840; és una de les principals comunicacions de l'Indus amb la mar.